# Сибірське ханство
Сибі́рське ха́нство (Сибірський юрт тат. Себер ханлыгы) — сибірсько-татарська феодальна держава в Західному Сибіру, що утворилася в кінці XV століття. Була спадкоємницею Тюменського ханства і Улусу Шибана.
Сибірське ханство мало кордон з Пермською землею, Ногайською Ордою, Казахським ханством і з приіртишськими телеутами. На півночі воно досягало низин річки Об, а на сході було сусідом Рябої орди.
На чолі держави стояв хан, який обирався аристократичною верхівкою — беками, мурзами, тарханами. Державний устрій носив напіввійськовий характер.
Адміністративними і військовими центрами були містечка Кизил-Тура (Усть-Ішим), Касим-Тура, Явлу-Тура, Тонтур та інші.

## Історія
Засновником Сибірського ханства був тайбугін Мухаммед (Махмет), що вбив у 1495 році тюменського хана Ібака і встанов столицю ханства в Кашлику.
Спадкоємцями Мухаммеда стали Ангіш і Касим. Після Касима сибірський престол зайняв Єдигер, який правив разом з братом Бекбулатом.
У 1555 році хан Єдигер визнав васальну залежність від Великого князівства Московського.
У 1563 році владу захопили шибаниди брати Кучум (одноосібний хан з 1578 року) і Ахмад-Гирей, онуки Ібака. Вони стратили братів Єдигера і Бекбулата. Хан Кучум перестав платити данину Москві, проте в 1571 році прислав повний ясак в 1000 соболів. У 1572 році він повністю порвав данницькі відносини. У 1573 році хан Кучум відправив свого племінника Махмут Кулі з дружиною з розвідувальними цілями за межі ханства. Махмут Кулі дійшов до міста Перм, потривоживши володіння Строганових. Кучум докладав чималі зусилля для зміцнення ролі ісламу в Сибіру.
У 1582 році, 26 жовтня Єрмак захопив Кашлик і почав процес анексії Сибірського ханства до Московії. Незабаром на території Сибірського ханства були побудовані московські фортеці Тюмень, Тобольськ, Березово, Обдорськ тощо. Кучум відкочовував на південь і чинив опір загонам Москві до 1598 року. 20 квітня 1598 р. він був розбитий тарським воєводою Андрієм Воєйковим на березі річки Об й утік до Ногайської Орди, де був убитий. Останнім сибірським ханом був Алі бін Кучум.
Онук Кучума — Арслан Алійович, взятий в полон у 1598 році, жив у місті Касимов й близько 1610 був проголошений урядом Бориса Годунова касимовським ханом.